# Мрози (гміна)
Гміна Мрози (пол. Gmina Mrozy) — місько-сільська гміна у центральній Польщі. Належить до Мінського повіту Мазовецького воєводства.
Станом на 31 грудня 2011 у гміні проживало 8752 особи.

## Площа
Згідно з даними за 2007 рік площа гміни становила 145.24 км², у тому числі:
- орні землі: 68.00%
- ліси: 23.00%

Таким чином, площа гміни становить 12.47% площі повіту.

## Населення
Станом на 31 грудня 2011:
| Опис     | Загалом | Загалом | Чоловіки | Чоловіки | Жінки | Жінки |
| -------- | ------- | ------- | -------- | -------- | ----- | ----- |
| одиниця  | осіб    | %       | осіб     | %        | осіб  | %     |
| все      | 8752    | 100     | 4344     | 49.63    | 4408  | 50.37 |
| міське   | 0       | 100     | 0        |          | 0     |       |
| сільське | 8752    | 100     | 4344     | 49.63    | 4408  | 50.37 |

## Сусідні гміни
Гміна Мрози межує з такими гмінами: Водине, Калушин, Котунь, Лятович, Цеґлув.